# Ulrich Wernitz
Ulrich Wernitz (Schweinitz, 21 de janeiro de 1921 — Fürstenfeldbruck, 23 de dezembro de 1980) foi um piloto alemão da Luftwaffe durante a Segunda Guerra Mundial. Tendo participado em 240 missões aéreas de combate, abateu 101 aeronaves inimigas, o que fez dele um ás da aviação. Após a guerra, serviu a Força Aérea Alemã da República Federal da Alemanha, tendo-se reformado com o posto de Tenente-coronel.

## Carreira
Wernitz nasceu em Schweinitz no distrito de Vitemberga, na Província da Saxônia, em 21 de janeiro de 1921. Após o treinamento de voo, ele foi destacado para o 3. Staffel (3.º esquadrão) da Jagdgeschwader 54 (JG 54) em abril de 1943. Na época, o JG 54 estava baseado no setor norte da Frente Oriental.
Apelidado de "Pipifax" por seus camaradas, ele conquistou sua primeira vitória aérea em 2 de maio de 1943 sobre um caça Lavochkin La-5 perto de Pushkin durante o Cerco de Leningrado. Em missões de combate, ele frequentemente voava como ala para Otto Kittel, Hermann Schleinhege e Günther Scheel.
Wernitz conquistou sua 82.ª vitória aérea, um Petlyakov Pe-2 abatido em 28 de agosto de 1944. Ele então adoeceu em setembro. Durante sua convalescença, Feldwebel (sargento) Wernitz, foi condecorado com a Cruz de Cavaleiro da Cruz de Ferro (Ritterkreuz des Eisernen Kreuzes) em 29 de outubro de 1944, e a Cruz Germânica em Ouro (Deutsches Kreuz in Gold) em 1 de janeiro de 1945. Ele retornou à sua unidade no início de fevereiro de 1945, que na época lutava no Bolso da Curlândia. Ele foi então nomeado Staffelführer (líder do esquadrão) do 3. Staffel do JG 54 e conquistou mais 19 vitórias aéreas, incluindo oito em 8 de março de 1945. Em 26 de março de 1945, Wernitz foi creditado com sua 100.ª vitória aérea. Ele foi o 100.º piloto da Luftwaffe a atingir a marca centenária.
Após a Segunda Guerra Mundial, Wernitz serviu na Força Aérea Alemã da República Federal da Alemanha, aposentando-se com a patente de Oberstleutnant (tenente-coronel). Ele morreu em 23 de dezembro de 1980.

## Condecorações
- Cruz de Ferro (1939)
  - 2ª classe (24 de junho de 1943)
  - 1ª classe (2 de agosto de 1943)
- Distintivo de Voo do Fronte da Luftwaffe
  - em Bronze (25 de junho de 1943)
  - em Prata (4 de outubro de 1943)
  - em Ouro (1 de fevereiro de 1944)
- Distintivo de Ferido (1939)
  - em Preto (1 de outubro de 1943)
- Troféu de Honra da Luftwaffe (17 de abril de 1944) como Feldwebel e piloto[7]
- Cruz de Cavaleiro da Cruz de Ferro (29 de outubro de 1944) como Feldwebel no 4./JG 54[8][Nota 2]
- Cruz Germânica em Ouro (1 de janeiro de 1945) como Feldwebel no 3./JG 54[10]